# 不
【不】 — китайський ієрогліф.　Один з 996 ієрогліфів, обов'язкових для вивчення в японській початковій школі.Дуже часто використовується на письмі в японській мові.

## Значення
1. не, ні, немає (префікс заперечення дії, стану, прикмети).
2. не-.
3. чи..., чи ні... (суфікс умови).
4. великий; багато.

Ключ: 1 (一 + 3);  Кількість рисок: 4.
Введення ієрогліфа методом цанзє: 一火 (MF); Введення ієрогліфа чотирикутним методом: 10900. .
- Синоніми: 弗, 非.

## Прочитання
| Китайська         |                   |                   |                   |                 |                 |
| Мандаринська мова | Мандаринська мова | Мандаринська мова | Мандаринська мова | Кантонська мова | Кантонська мова |
| чжуїнь            | піньїнь           | Вейд-Джайлз       | кирилиця          | ютпхін          | Єль             |
| ㄅㄨˋ             | bù (bu4)          | pu4               | бу                | bat1            | bat1 fau2       |

| Корейська |          |               |              |             |             |
|           | хангиль  | стара латинка | нова латинка | Єль         | кирилиця    |
| Звук:     | 부 불 비 | pu pul pi     | bu bul bi    | pwu pwul pi | пу пуль пі  |
| Назва:    | 아닐 클  | anil k'ǔl     | anil keul    | anil khul   | аніль кхиль |

| Японська |       |         |          |
|          | кана  | латинка | кирилиця |
| Он:      | ふ ぶ | fu bu   | фу бу    |
| Кун:     | —     | —       | —        |
| Ім'я:    | —     | —       | —        |